# Киприан (Манько)
Киприан (Манько) (в миру Косьма Манько; 1811, Купянский уезд Харьковской губернии — 25 июня [8 июля] 1874) — иеромонах, преподобный, местночтимый святой Украинской Православной Церкви.

## Биография
Родился в 1811 году в семье войсковых обывателей Купянского уезда Харьковской губернии. Грамоте обучался в домашней школе.
12 февраля 1835 года стал послушником в Глинской пустыни, где подружился с послушником Григорием. В Глинской пустыни пострижен в рясофор.
В 1844 году перешел, вместе с казначеем иеромонахом Арсением, послушником Григорием и другими братиями, в возродившуюся Святогорскую пустынь. Здесь ему было назначено клиросное послушание.
30 июня 1844 года пострижен в монашество с именем Киприан.
16 августа 1844 года рукоположен в сан иеродиакона епископом Иннокентием в селе Богородичное.
15 июля 1845 года рукоположен в сан иеромонаха.
5 октября 1846 года назначен благочинным монастыря.
За усердные труды 15 августа 1849 года награждён набедренником.
10 сентября 1855 года назначен братским духовником. Его духовным чадом был Иоанникий (Аверкиев).
В память Крымской войны награждён наперсным крестом на Владимирской ленте.
25 апреля 1862 года награждён золотым наперсным крестом.
25 июня [8 июля] 1874 скончался. Погребен возле подземной церкви преподобных Антония и Феодосия Киево-Печерских.

## Канонизация
8 мая 2008 года Определением Священного Синода Украинской Православной Церкви принято решение о местной канонизации подвижника в Донецкой епархии, в Соборе Святогорских святых (день памяти – 11 (24) сентября).
Чин прославления подвижника состоялся во время визита в Святогорскую лавру 12 июля 2008 года Предстоятеля Украинской Православной Церкви Блаженнейшего Митрополита Киевского и всея Украины Владимира, в Свято-Успенском соборе лавры.